# Ди Жэньцзе
Ди Жэньцзе́ (кит. трад. 狄仁傑, упр. 狄仁杰, пиньинь Dí Rénjié, палл. Ди Жэньцзе, 630 — 15 августа 700), дополнительное имя Хуайин (懷英), официальный титул Лянский Вэньхой-гун (梁文惠公) — чиновник и государственный деятель династии Тан и династии Чжоу (правления императрицы У Цзэтянь), дважды исполнял обязанности канцлера (цзайсян, 宰相). Он был наиболее почитаемым чиновником во время правления У Цзэтянь, и сдерживал резкость её правления, ослабляя террор и увеличивая эффективность и добропорядочность императорской власти. Основным источником по биографии Ди Жэньцзе служит хроника Цзы Чжи Тун Цзянь Сыма Гуана, в которой детально описаны исторические события того времени.
Позднее Ди Жэньцзе стал героем популярных рассказов о Судье Ди, в которых мудрый судья распутывал сложные детективные истории. В недавнее время истории о Судье Ди снова приобрели популярность, о нём появились новые рассказы, фильмы и телесериалы. Ди Жэньцзе изображён в У Шуан Пу (無雙 譜, Таблица несравненных героев) Цзинь Гуляна.

## Происхождение и ранняя карьера
Ди Жэньцзе родился в 630 году в городе Тайюань в семье потомственных чиновников. Его дед Ди Сяосю (狄孝緒) работал чиновником ранга Сэн (Шаншу Цзочэн (尚書左丞), а его отец Ди Чжисюнь (狄知遜) исполнял должность префекта в области Куй (夔州, сейчас в составе Чунцина). Ди усердно учился, и сдав императорские экзамены, получил должность секретаря в правлении области Бянчжоу (汴州, соответствует городу Кайфэну, Хэнань). Против него выдвинули ложное обвинение о служебном несоответствии. Министр общественных работ, Ян Либэнь, совершая поездку по Хэнаньской провинции (河南道, к югу от Хуанхэ), попросил его разобрать судебное дело, с чем Ди успешно справился. Работа Ди произвела на министра большое впечатление, и он рекомендовал Ди стать помощником коменданта области Бинчжоу (并州, современный Тайюань, Шаньси).
В 676 году при императоре Гао-цзуне он служил при верховном суде в должности генерала-секретаря и заслужил репутацию честного и эффективного судьи. За год он разобрал 17 000 дел, и не было жалоб по поводу результатов суда. В 676 году случился инцидент, когда генерал Цюань Шаньцай (權善才) и офицер Фань Хуайи (范懷義) неумышленно срубили кипарис на могиле императора Тай-цзуна. По закону полагалось смещение с должностей, однако император Гао-цзун настаивал на смертной казни. Ди указал, что по закону виновников не следует казнить. Император оскорбился и распорядился уволить Ди из судебного присутствия, но Ди стал настаивать. Император в итоге отправил его в ссылку, а несколько позже направил его на работу в цензорат.
В 679 году министр земледелия Вэй Хунцзи (韋弘機) построил три роскошных дворца вокруг Лояна. Ди обвинил Вэя в том, что он провоцирует императора на расточительство, и Вэй был уволен со службы. В то же время чиновник Ван Бэньли, пользуясь благосклонностью императора, занимался незаконной деятельностью, привлекая также других чиновников. Ди обвинил Вана в преступлениях. Император хотел простить Вана, но Ди настоял на наказании, указав, что в стране немало людей со способностями, подобными Вану.

## Первое правлениеЖуй-цзуна
В 686 году Ди Жэньцзе получил должность префакта в области Нинчжоу (寧州, примерно соответствует Цинъян, Ганьсу). В то время цензор Го Хань (郭翰) провёл инспекционную поездку по областям и обнаружил многочисленные ошибки в управлении префектов, однако в Нинчжоу все дела были в полном порядке и на действия Ди не поступало жалоб. Го Хань рекомендовал Ди Жэньцзе императору и его матери У Цзэтянь, которая фактически управляла страной. Ди был направлен в Лоян, где получил должность министра общественных работ (冬官侍郎, Dongguan Shilang).
В 688 году Ди отправился в округ Цзяннань (江南道, к югу от реки Янцзы). Он проинспектировал местные храмы и обнаружил, что многие из них посвящены неподобающим божествам, в результате чего он закрыл 1700 храмов. Только четыре типа храмов были сохранены — посвящённые Великому императору Юю, У Тайбо (吳太伯, легендарному основателю царства У), У Цзичжа (吳季札, авторитетный принц царства У), и У Цзысюй.
Позже в 688 году, после неудавшегося восстания Ли Чжэня (брата императора Гаоцзуна) против вдовствующей императрицы У Цзэтянь, Ди, пребывавший в должность Вэньчан Цзо Чэн (文昌左丞), получил назначение префекта Ючжоу, с этой должности был смещён Ли Чжэнь. В то время приблизительно 600—700 семей обвинялись в соучастии заговору Ли Чжэня и были отданы в слуги. По запросу Ди их освободили, но сослали в область Фэнчжоу (豐州, сейчас Баян-Нур, Внутренняя Монголия). Между тем генерал Чжан Гуанфу, которого императрица У Цзэтянь послала, чтобы подавить восстание Ли Чжэня, находился всё ещё в Префектуре Ючжоу, а его чиновники и солдаты требовали все виды поставок от гражданских властей префектуры, эти запросы префект Ди нередко отказывался выполнять. Это привело к конфликту с Чжаном, и Чжан обвинил его в неуважении, а Ди выдвинул встречное обвинение в превышении полномочий и убийстве чрезмерного количества людей при подавлении заговора Ли Чжэня, при этом Ди заявил, что за эти преступления, имей он полномочия, он казнил бы Чжана, даже если это означало его собственную смерть.
Оскорблённый Чжан вернулся в столицу и пожаловался императрице, которая направила Ди на должность префекта Фучжоу (復州, сейчас Ханьчжун, Шэньси). Так как это была более удалённая область, такое назначение означало понижение.

## Правление императрицы У Цзэтянь

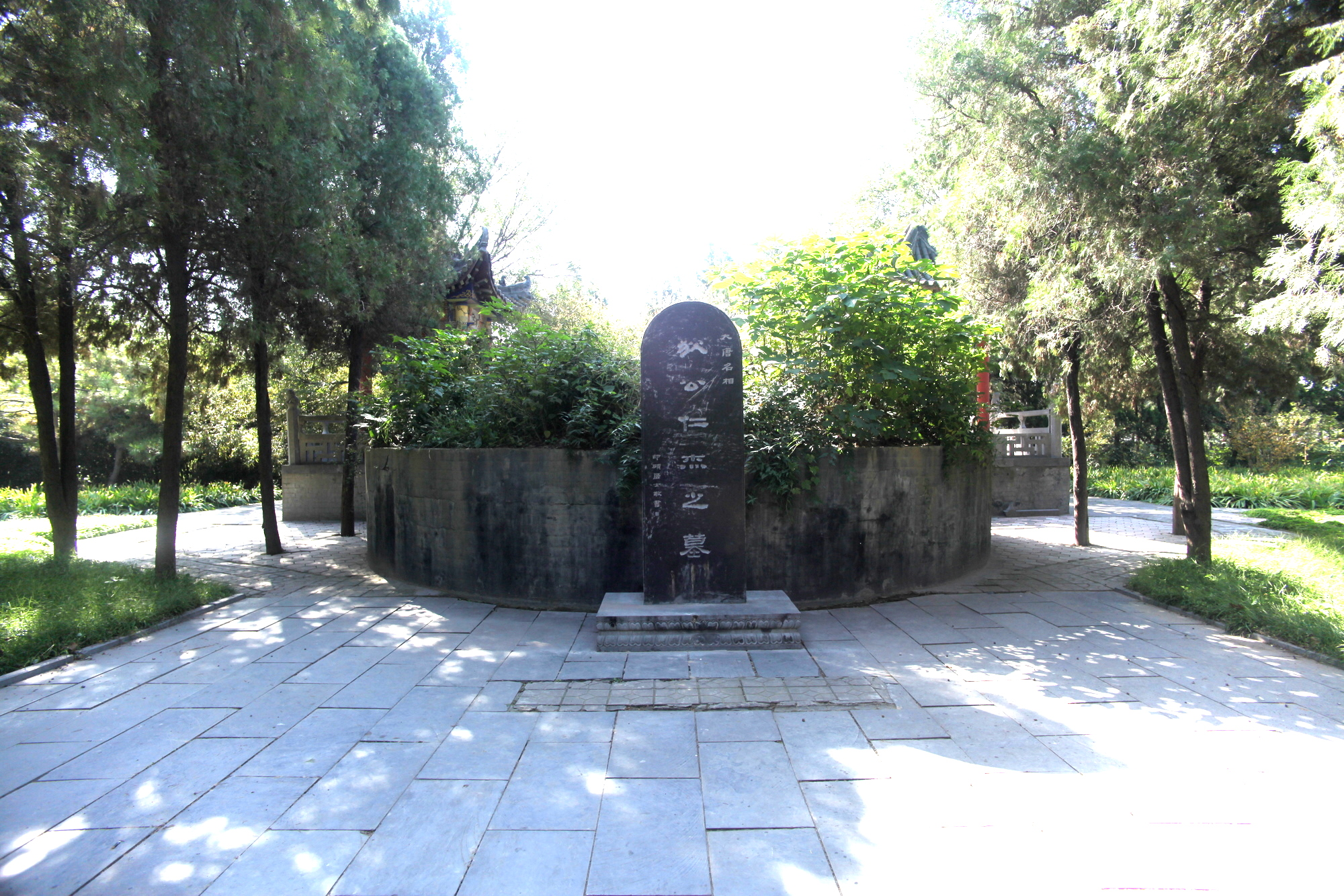
Могила Ди Жэньцзе в Храме белой лошади в Лояне
Надпись: господин Ди Жэньцзе, знаменитый канцлер Великой Танской династии

В 690 году вдовствующая императрица У Цзэтянь свергла своего сына и провозгласила новую династию Чжоу, приняв императорский титул. Танская династия прервалась. В 691 году Ди пребывал в должности военного советника у столичного перфекта в Лояне, императрица назначила его заместителем министром финансов (кит. трад. 地官侍郎, пиньинь dìguān shìláng, палл. дигуань шилан) и присвоила титул фактически канцлера[уточнить] (кит. трад. 同鳳閣鸞臺平章事, пиньинь tóng fènggé luántái píngzhāng shì, палл. тунфэгэ луаньтай пинчжанши). Она похвалила его действия в Жунани (汝南, в области Юйчжоу) и спросила, хочет ли он узнать, кто жаловался на него. Очевидно, она имела в виду Чжан Гуанфу, которого она казнила в 689 году по обвинению в заговоре. Ди ответил, что тогда императрица указала на его ошибки, которые он исправил. Но теперь, если выяснилось, что он не ошибался, то должен за это благодарить судьбу. Но он не желает знать, кто тогда донёс. Ответ поразил императрицу.
В 692 году власть приобрёл начальник тайной полиции Лай Цзюньчэн, который фабриковал многочисленные обвинения против императорской семьи и высших чиновников. Он обвинил Ди Жэньцзе в заговоре совместно с другими канцлерами Жэнь Чжигу и Пэй Синбэнем, а также несколькими чиновниками и министрами. Лай выбивал признание, обещая не подвергать пыткам и сохранить жизнь. Ди согласился признать свои «преступления», но категорически отказался от провокации своего подчинённого Ван Дэшоу (王德壽) привлечь к преступной группе другого канцлера Ян Чжижоу. Потом Ди написал прошение на своей простыне, которую скрыл в смене одежды, переданной семье для замены на летнюю одежду. Императрица У Цзэтянь, получив прошение, прониклась подозрениями к деятельности Лая, но тот послал ей подделанные признания, убеждая императрицу казнить подозреваемых. Младший сын казнённого канцлера Ле Сихоя, разжалованный в слуги, написал императрице прошение, в котором детально описал, как Лай фабриковал материалы, чтобы уничтожить самых честных и преданных чиновников, хитростью добывая признания. Императрица сама допросила семерых чиновников и приняла решение их освободить, так как выявила неподлинность признаний. Освобождённые чиновники были отправлены в ссылку, при этом Ди был сослан на должность магистрата в уезд Пэнцзэ (彭澤, сейчас Цзюцзян, Цзянси).
В 696 году кидани напали на китайские провинции к северу от Хуанхэ. Императрица назначила Ди префектом области Вэйчжоу (魏州, приближённо современный Ханьдань, Хэбэй). Предыдущий префект Дугу Сычжуан (獨孤思莊), в ужасе перед предстоящей атакой киданей, собрал всё население под прикрытие городских стен, что привело скорее к панике. Ди, проанализировав ситуацию, понял, что войска киданей достаточно далеко, и разрешил населению вернуться в свои деревни и усадьбы, за что жители ему были очень благодарны. В 687 году тюркюты разгромили киданьские войска. Императрица отрядила Ди в поездку по областям к северу от Хуанхэ, совместно с канцлером Лоу Шидэ и хэнаньским принцем У Ицзуном (武懿宗), для приведения населения к мирной жизни.
В 697 году Ди получил должность коменданта области Ючжоу (幽州, примерно там, где теперь город Пекин), а потом по рекомендации Лоу Шидэ был отозван в столицу (Лоян) на должность заместителя начальника экзаменационного бюро (кит. трад. 鸞臺侍郎, пиньинь luántái shìláng, палл. луаньтай шилан), он снова получил титул «тунфэгэ луаньтай пинчжанши», соответствующий рангу канцлера. В то время он подал прошение о передаче наследникам правителей Западно-тюркского каганата и Когурё их изначальных владений для того, чтобы они помогли организовать оборону против Восточно-тюркского каганата и Тибета (Туфань). Прошение было отвергнуто, но чиновники его высоко оценили.
В то время перед императрицей встала проблема назначения престолонаследника. С одной стороны претендовали два её сына: Ли Дань (бывший император Жуй-цзун) и Ли Чжэ (бывший император Чжун-цзун), оба в своё время были смещены с трона и сосланы в статусе принцев. С другой стороны, племянники императрицы из клана У — принцы У Чэньсы и У Саньсы, которые рассматривали династию Чжоу как утверждение семьи У в противовес смещённой танской династии. Ди Жэньцзе всё время пытался убедить императрицу, сделать престолонаследником кого-нибудь из её сыновей, и Ли Чжэ был возвращён из ссылки в столицу. На его стороне были также канцлеры Ван Фанцин и Ван Цишань. Императрица колебалась, но тут ей привиделся во сне огромный попугай с двумя обломанными крыльями. Она попросила Ди растолковать сон, и Ди сказал, что попугай (кит. трад. 鸚鵡, пиньинь yīngwǔ) — омоним её рода У, а крылья — её сыновья. Чтобы излечить крылья, надо дать сыновьям подобающее положение. Это убедило императрицу. В итоге в 698 году Ли Чжэ получил статус наследного принца и новое имя Ли Сянь. Ди Жэньцзе вскоре получил должность начальника экзаменационного бюро Nayan (納言) — это была должность для канцлера.
В 698 году тюркютский Капаган-каган направил войска на северные провинции Чжоу. Императрица дала Ди полномочия генерала и заместителя командующего армии, противостоящей Восточно-тюркскому каганату. Войска не успели прибыть к месту дислокации, а тюркюты уже совершили набег, разграбив территории провинций и вернувшись назад. Императрица уполномочила Ди объехать территорию и ввести жизнь в нормальное русло, помогать беженцам возвращаться, организовать доставку продовольствия, восстановить дороги, и помогать бедным. При этом в солидарность с пострадавшими местными жителями он питался просто и избегал роскоши.
В 700 году его произвели в начальники законодательного бюро Neishi (內史), это пост также предполагал канцлерское звание. Императрица также пожаловала ему уважительное звание Guolao (國老, «государственный старец»). Он пытался уйти в отставку по старости, но императрица отвергала прошение об отставке. Ди умер осенью 700 года, императрица глубоко оплакивала его смерть и сказала, что теперь Южный дворец опустел.
Перед смертью Ди рекомендовал императрице ряд талантливых чиновников. Эти чиновники позднее сыграли роль в свержении императрицы У и восстановлении династии Тан. Таким образом, комментаторы писали, что Ди восстановил династию Тан после своей смерти.
Могила Ди Жэньцзе находится к востоку от Храма белой лошади в Лояне с надписью, что здесь похоронен знаменитый канцлер великой Танской династии.

## В литературе и кино
Ди Жэньцзе как образцовый чиновник и судья, способный распутать сложные дела, стал популярным персонажем рассказов и историй (см. подробно Судья Ди). Во времена династии Мин (1368—1644) вошёл в моду жанр детективного романа, в котором действие происходит в прошлом, но при этом присутствует множество деталей из современного обихода. Роберт ван Гулик приобрел копию романа династии Мин 狄公案 (dí gōng àn, «Знаменитые дела судьи Ди») в токийском антикварном магазине; его перевод на английский язык вышел в 1949 году под названием Знаменитые дела судьи Ди Celebrated Cases of Judge Dee. В романе содержались детали, которые выглядели весьма странно для западного читателя — одновременное расследование нескольких дел и участие в делах потусторонних сил. Это натолкнуло ван Гулика на идею написать стилизованную повесть, которая была бы более удобоварима для современной западной аудитории, сохранив при этом специфику китайских историй. Позднее Ван Гулик написал большое количество историй о судье Ди, которые стали популярны.
В 2004 году CCTV-8 произвёл телесериал про Ди Жэньцзе 神探狄仁杰 (Amazing Detective Di Renjie), у сериала было несколько продолжений, четвёртый сериал вышел в 2010 году. Часть из серий базировались на реальных исторических событиях.
Позднее появилось ещё несколько фильмов и сериалов про судью Ди. В 2010 году знаменитый режиссёр Цуй Харк выпустил фильм Детектив Ди, а в 2013 году он же снял новый фильм «Молодой детектив Ди: Восстание морского дракона».